# Apóstoloi (Heraclião)
Apostoli (em grego: Απόστολοι; romaniz.: Apóstoloi) é uma vila localizada na unidade regional de Heraclião, a 360 metros acima do nível do mar. Conta com 500 habitantes e pertence à unidade municipal de Castéli, tendo seu nome derivado de uma igreja erigida em 1876 dedicada aos Santos Apóstolos. Um documento datado de 1110 menciona que Apóstoli havia sido fundada pelos bizantinos que mantinham uma fábrica de curtume nas localidades, assim como uma Igreja de São Jorge.